# Henry Vane (2e comte de Darlington)
Pour les articles homonymes, voir Henry Vane et Vane (homonymie).

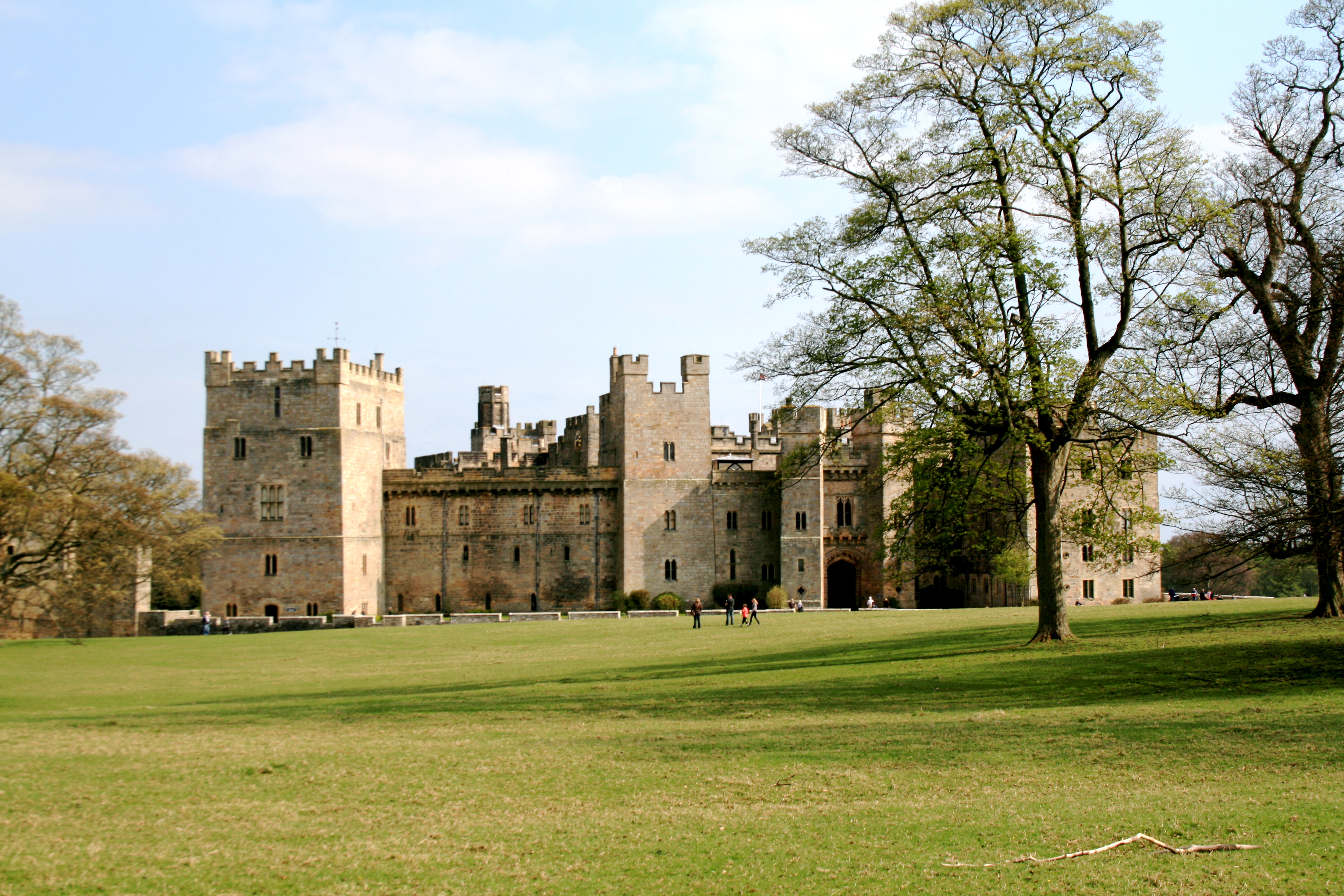
Raby Castle, siège de la famille

Henry Vane, 2e comte de Darlington (1726 – 8 septembre 1792) est un pair britannique.

## Biographie
Il est le fils d'Henry Vane (1er comte de Darlington) et fait ses études à Christ Church, à Oxford, obtient une Maîtrise universitaire ès lettres le 3 juillet 1749.
Il rejoint l'armée en tant que porte-étendard du 1st Foot Guards, en 1745, et devient lieutenant-colonel en 1750. Il prend sa retraite de l'armée en juin 1758, après être devenu 2e comte de Darlington à la mort de son père. Il est ensuite nommé Lord-Lieutenant du comté de Durham de 1758 à son décès, et Gouverneur de Carlisle de 1763 à sa mort et le gardien des bijoux de la Couronne de 1763 à 1782.
De 1749 à 1753, il est député Whig pour Downton et de 1753 à 1758 pour le comté de Durham.
Ayant hérité de Raby Castle, dans le comté de Durham, en 1758, il continue le travail de son père pour convertir le château en résidence avec l'aide de l'architecte John Carr. Il est mort en 1792 à Raby Castle et y est enterré. Il est remplacé par son fils, William Harry Vane, 3e comte de Darlington, qui plus tard est fait duc de Cleveland.

## Famille
Il épouse Margaret Lowther, fille de Robert Lowther (1681-1745), le gouverneur de la Barbade, le 19 mars 1757 à Londres. Ils ont quatre enfants :
- Grace Vane (1757), meurt en bas âge.
- Margaret Vane (b 1758)
- Elizabeth Vane (1759–1765), morte jeune.
- William Vane, 1er duc de Cleveland (1766–1842)